# Citerne
Citerne är en kommun i departementet Somme i regionen Hauts-de-France i norra Frankrike. Kommunen ligger i kantonen Hallencourt som tillhör arrondissementet Abbeville. År 2022 hade Citerne 245 invånare.

## Befolkningsutveckling
Antalet invånare i kommunen Citerne
| Referens: INSEE |